# Аурора (Колорадо)
 Тази статия е за града в САЩ.  За града в Южна Африка вижте Аурора (РЮА).  
Аурора (на английски: Aurora – английско произношение: /əˈroʊrə, əˈrɔrə/, Аро(у)ра) е град в окръг Арапахо, щата Колорадо, Съединените американски щати.
Аурора има население от 366 623 жители (2017) и обща площ от 369,7 km². Намира се на 1648 m надморска височина. ZIP кодът му е 80010 – 80019, 80040 – 80047, 80247, а телефонният му код е 303, 720.